# Bangana dero
Bangana dero és una espècie de peix cipriniforme de la família dels ciprínids.